# Карл Грубер
Карл Грубер (нім. Karl Gruber; 3 травня 1909, Інсбрук — 1 лютого 1995, Інсбрук) — австрійський політик і дипломат. Під час Другої світової війни працював на німецьку фірму в Берліні. Після війни, у 1945 році був губернатором Тіролю протягом короткого часу. Потім він став міністром закордонних справ Австрії до 1953 року.
Карл Грубер був послом Австрії в США з 1954 по 1957 рік і з 1969 по 1972, послом в Іспанії з 1961 по 1966 рік, послом Федеративної Республіки Німеччини в 1966 році, і послом у Швейцарії з 1972 по 1974 рік.